# Estádio do Fontelo
Das Estádio do Fontelo ist ein Fußballstadion mit Leichtathletikanlage in Viseu, Portugal. Es befindet sich im Parque Florestal do Fontelo, einer bewaldeten Parkanlage.

## Geschichte
Das Stadion wurde am 12. Juni 1928 eingeweiht. Zum Eröffnungsspiel am 11. November 1928 (Martinstag) trafen Académico de Viseu und Académica de Coimbra aufeinander. Die Leichtathletik-Laufbahn erhielt 1991 einen Tartan-Belag, 2002 wurde der Rasen erneuert.

## Kapazität
Die Kapazität betrug bei Eröffnung 30.000 Plätze, aktuell fasst es etwa 15.000 Personen. Für offizielle Fußballspiele im Ligabetrieb ist es für 12.000 freigegeben, davon sind 7744 Sitzplätze.

## Ausstattung
Das Estádio do Fontelo hat einen Naturrasenplatz und eine umlaufende Tartan-Laufbahn. Zum Stadion gehören, angrenzend gelegen, weitere Sportanlagen, darunter ein Tennisplatz mit Flutlicht.

## Verwendung
Das Stadion ist bis heute Heimstätte des Académico de Viseu FC, der 2013 in die Segunda Liga aufgestiegen ist. Die Anlage dient zudem anderen Sportveranstaltungen der Stadt, und die Einrichtungen können auch privat gemietet werden.